# Třída R (1918, USA)
Třída R byla třída ponorek námořnictva Spojených států amerických. Celkem bylo postaveno 27 jednotek této třídy. Dělily se do dvou skupin, navržených společnostmi Electric Boat Company a Lake Torpedo Boat Company. Ve službě byly v letech 1918–1945. Podtřída Lake nebyla tak úspěšná a byla vyřazena dříve, do roku 1925. Naopak ponorky návrhu Electric Boat sloužily ještě za druhé světové války, přičemž tři byly poskytnuty Velké Británii v rámci zákona o půjčce a pronájmu. Z konstrukce americké třídy R vycházely čtyři ponorky třídy R, dodané společností Electric Boat Company peruánskému námořnictvu.

## Stavba
Celkem bylo postaveno 27 ponorek této třídy. Prvních dvacet jednotek bylo postaveno podle návrhu americké společnosti Electric Boat Company (R-1 až R-20) a dalších sedm podle návrhu společnosti Lake Torpedo Boat Company (R-21 až R-27). Ponorky byly dalším vývojem třídy O. Oproti ní byly rychlejší a měly silnější výzbroj 76mm kanónu s prodlouženou hlavní a 533mm torpédometů v případě návrhu Electric Boat. Jejich stavba byla svěřena loděnicím Fore River Shipyard v Quincy, Union Iron Works a Lake Torpedo Boat Company v Bridgeportu. Do služby byly přijaty v letech 1918–1919.
Jednotky třídy R:
| Jméno             | Loděnice          | Založení kýlu     | Spuštěna           | Vstup do služby   | Osud |
| ----------------- | ----------------- | ----------------- | ------------------ | ----------------- | --- |
| USS R-1 (SS-78)   | Fore River        | 16. října 1917    | 24. srpna 1918     | 16. prosince 1918 | Vyřazena 1. května 1931. Reaktivována 23. září 1940. Znovu vyřazena 20. září 1945. Dne 21. února 1946 se potopila v přístavišti. Vyzvednuta a sešrotována.                                                                                                   |
| USS R-2 (SS-78)   | Fore River        | 16. října 1917    | 23. září 1918      | 24. ledna 1919    | Vyřazena 10. května 1945. Sešrotována. |
| USS R-3 (SS-80)   | Fore River        | 11. prosince 1917 | 18. ledna 1919     | 17. dubna 1919    | Vyřazena 10. srpna 1934. Reaktivována 19. srpna 1940. Dne 4. listopadu 1941 v rámci zákona o půjčce a pronájmu zařazena do britského námořnictva jako HMS P 511. Dne 20. prosince 1944 vrácena USA. Sešrotována.                                             |
| USS R-4 (SS-81)   | Fore River        | 16. října 1917    | 26. října 1918     | 28. března 1919   | Vyřazena 18. června 1945. Sešrotována. |
| USS R-5 (SS-82)   | Fore River        | 16. října 1917    | 24. listopadu 1918 | 15. dubna 1919    | Vyřazena 30. června 1932. Reaktivována 19. srpna 1940. Znovu vyřazena 14. září 1945. Sešrotována. |
| USS R-6 (SS-83)   | Fore River        | 17. prosince 1917 | 1. března 1919     | 1. května 1919    | Dne 26. září 1922 se kvůli závadě torpédometu potopila v San Pedru. Vyzvednuta a opravena. Vyřazena 4. května 1931. Reaktivována 15. listopadu 1940. Jako první americká ponorka experimentálně vybavena schnorchelem. Vyřazena 27. září 1945. Sešrotována.  |
| USS R-7 (SS-84)   | Fore River        | 6. prosince 1917  | 5. dubna 1919      | 12. června 1919   | Vyřazena 2. května 1931. Reaktivována 22. července 1940. Vyřazena 14. září 1945. Sešrotována. |
| USS R-8 (SS-85)   | Fore River        | 4. března 1918    | 17. dubna 1919     | 21. července 1919 | V říjnu 1925 velitelská věž poškozena kolizí s minolovkou USS Widgeon (AM-22). Vyřazena 2. května 1931. Dne 26. února 1936 se potopila v kotvišti ve Filadelfii. Vyzvednuta a 16. srpna 1936 potopena jako cvičný cíl.                                       |
| USS R-9 (SS-86)   | Fore River        | 6. března 1918    | 24. května 1919    | 30. července 1919 | Vyřazena 2. května 1931. Reaktivována 14. března 1941. Vyřazena 25. září 1945. Sešrotována. |
| USS R-10 (SS-87)  | Fore River        | 21. března 1918   | 28. června 1919    | 20. srpna 1919    | Vyřazena 18. června 1945. Sešrotována. |
| USS R-11 (SS-88)  | Fore River        | 18. března 1918   | 21. července 1919  | 5. září 1919      | Vyřazena 5. září 1945. Sešrotována. |
| USS R-12 (SS-89)  | Fore River        | 28. března 1918   | 15. srpna 1919     | 23. září 1919     | Vyřazena 7. prosince 1932. Reaktivována 16. října 1940. Dne 12. června 1943 se potopila při výcviku poblíž Key West. Zemřelo 42 osob. Vrak nalezl 10. října 2010 Tim Taylor s plavidlem MV Tiburon.                                                          |
| USS R-13 (SS-90)  | Fore River        | 27. března 1918   | 27. srpna 1919     | 17. října 1919    | Vyřazena 14. září 1945. Sešrotována. |
| USS R-14 (SS-91)  | Fore River        | 6. listopadu 1918 | 10. října 1919     | 24. prosince 1919 | V květnu 1921 ji při pátrání po remorkéru USS Conestoga (AT-54) došlo palivo 140 námořních mil jihovýchodně od Havaje. Posádka vytvořila improvizovanou oplachtění a s jeho pomocí dokázala dosáhnout přístavu Hilo. Vyřazena 7. května 1945. Sešrotována.   |
| USS R-15 (SS-92)  | Union Iron Works  | 30. dubna 1917    | 10. prosince 1917  | 27. července 1918 | Vyřazena 7. května 1931. Reaktivována 1. dubna 1941. Vyřazena 17. září 1945. Sešrotována. |
| USS R-16 (SS-93)  | Union Iron Works  | 26. dubna 1917    | 15. prosince 1917  | 5. srpna 1918     | Dne 17. července 1920 byla taranována a poškozena ponorkou USS R-5 (SS-2). Vyřazena 12. května 1931. Reaktivována 1. července 1940. Znovu vyřazena 16. července 1945. Sešrotována.                                                                           |
| USS R-17 (SS-94)  | Union Iron Works  | 5. května 1917    | 24. prosince 1917  | 18. srpna 1918    | Dne 15. května 1931 vyřazena. Reaktivována 25. března 1941. Znovu vyřazena 9. března 1942 a v rámci zákona o půjčce a pronájmu převedena do britského námořnictva jako HMS P 512. Vrácena 6. září 1944. Sešrotována.                                         |
| USS R-18 (SS-95)  | Union Iron Works  | 16. června 1917   | 8. ledna 1918      | 11. září 1918     | Vyřazena 13. května 1931. Reaktivována 8. ledna 1941. Znovu vyřazena 19. září 1945. Sešrotována. |
| USS R-19 (SS-96)  | Union Iron Works  | 23. června 1917   | 28. ledna 1918     | 7. října 1918     | Vyřazena 15. května 1931. Reaktivována 6. ledna 1941. Dne 9. března 1942 v rámci zákona o půjčce a pronájmu převedena do britského námořnictva jako HMS P 514. Dne 21. června 1942 se potopila s celou posádkou po kolizi s minolovkou HMCS Georgian (J144). |
| USS R-20 (SS-97)  | Union Iron Works  | 4. června 1917    | 21. ledna 1918     | 26. října 1918    | Vyřazena 15. května 1931. Reaktivována 22. ledna 1941. Znovu vyřazena 27. září 1941. Sešrotována. |
| USS R-21 (SS-98)  | Lake Torpedo Boat | 19. dubna 1917    | 10. července 1918  | 17. června 1919   | Vyřazena 21. června 1924. Sešrotována. |
| USS R-22 (SS-99)  | Lake Torpedo Boat | 19. dubna 1917    | 23. září 1918      | 1. srpna 1919     | Vyřazena 29. dubna 1925. Sešrotována. |
| USS R-23 (SS-100) | Lake Torpedo Boat | 25. dubna 1917    | 5. listopadu 1918  | 23. října 1919    | Vyřazena 25. dubna 1925. Sešrotována. |
| USS R-24 (SS-101) | Lake Torpedo Boat | 9. května 1917    | 21. srpna 1918     | 27. června 1919   | Vyřazena 11. června 1925. Sešrotována. |
| USS R-25 (SS-102) | Lake Torpedo Boat | 26. dubna 1917    | 15. května 1917    | 23. října 1919    | Vyřazena 21. června 1924. Sešrotována. |
| USS R-26 (SS-103) | Lake Torpedo Boat | 26. dubna 1917    | 18. června 1919    | 23. října 1919    | Vyřazena 12. června 1925. Sešrotována. |
| USS R-27 (SS-104) | Lake Torpedo Boat | 16. května 1917   | 23. září 1918      | 3. září 1919      | Vyřazena 24. dubna 1925. Sešrotována. |

## Konstrukce

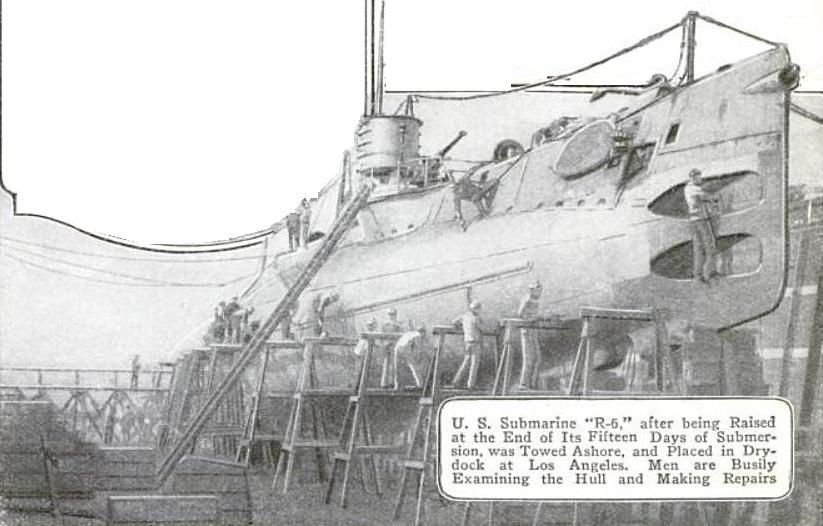
USS R-6 po vyzvednutí v roce 1922

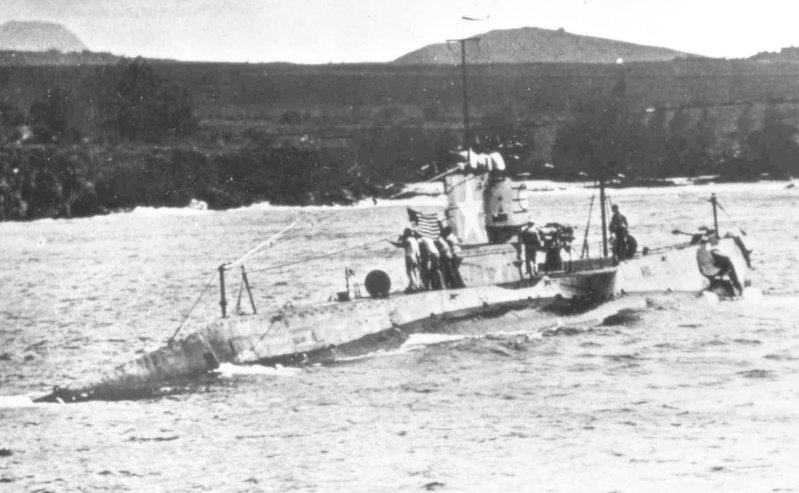
USS R-13

Ponorky byly vybaveny sonarem typu SC. Ponorky návrhu Electric Boat byly vyzbrojeny jedním 76mm/50 kanónem Mk.VI a čtyřmi 533mm torpédomety se zásobou osmi torpéd. Ponorky návrhu Lake nesly 450mm torpédomety. Pohon ponorek návrhu Electric Boat zajišťovaly dva diesely New London Ship and Engine Company (NELSECO) o výkonu 1200 hp a dva elektromotory o výkonu 940 hp, které roztáčely dva lodní šrouby. Nejvyšší rychlost dosahovala 13,5 uzlu na hladině a jedenáct uzlů pod hladinou. Dosah byl 4700 námořních mil při rychlosti šest uzlů. Pohon ponorek návrhu Lake zajišťovaly dva diesely Busch-Sulzer o výkonu 1000 hp a dva elektromotory o výkonu 800 hp, které roztáčely dva lodní šrouby. Nejvyšší rychlost dosahovala čtrnáct uzlů na hladině a jedenáct uzlů pod hladinou. Hloubka ponoru byla 60 metrů.